# فیلیس گوردن
فیلیس گوردن (انگلیسی: Phyllis Gordon; ۱۷ اکتبر ۱۸۸۹ – ۱۶ اکتبر ۱۹۶۴) بازیگر فیلم صامت و تئاتر اهل ایالات متحده آمریکا بود. گوردون یک بار در حال قدم زدن با یک یوزپلنگ خانگی در یکی از خیابان‌های خرید لندن عکاسی شد.
از فیلم‌ها یا برنامه‌های تلویزیونی که وی در آن نقش داشته‌است می‌توان به یه مرد لاغر دیگه، گرگینه، و کسب و کار ناتمام اشاره کرد.